# كعكة التفاح اليهودية
كعكة التفاح اليهودية كعكة كثيفة مصنوعة من التفاح والتي نشأت في بولندا ولكنها تباع الآن في الغالب في ولاية بِنسلفِنية الأمريكية. التفاح شائع في الطبخ اليهودي الأشكنازي وهو جزء من الطعام التقليدي الذي يتم تقديمه خلال عطلة رأس السنة اليهودية. يخبز بدون منتجات الألبان فيجوز أطلها مع وجبات تحتوي على اللحوم وفقًا لقوانين النظام الغذائي اليهودية في الكشروت والتي تحظر خلط اللحوم ومنتجات الألبان في نفس الوجبة.